# Замок Чамли
Замок Чамли (англ. Cholmondeley Castle) — усадебный дом в общине Чамли, графство Чешир, Англия. Вместе с прилегающими к нему регулярными садами окружён парковой зоной. На этом месте с XII века находилась резиденция семьи Чамли. Нынешний дом заменил близлежащую фахверковую усадьбу. Он был построен в начале XIX века для Джорджа Чамли, 1-го маркиза Чамли, который сам спроектировал бо́льшую его часть в виде замка с зубчатыми стенами. После смерти маркиза дом был расширен по проекту Роберта Смёрка, который и привёл здание в его нынешний вид. Усадьба внесена в список памятников фонда «Английское наследие» второй степени. Замок является частью поместья в 30,4 квадратных километра.

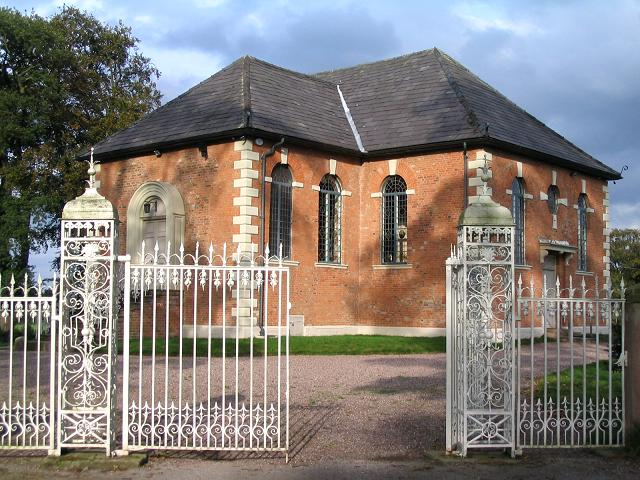
Часовня Святого Николая

Первый регулярный сад был спроектирован Джорджем Лондоном во второй половине XVII века. В XVIII веке сад пришёл в запустение, но в конце века был перестроен Уильямом Эмсом, который также создал ландшафтный парк. В течение XX века сад продолжал развиваться под присмотром Лавинии, супруги 6-го маркиза. Парк и сады занесены в Реестр исторических парков и садов второй категории. Также здесь находится ряд других памятников архитектуры, в том числе часовня Святого Николая, которая датируется XIII веком и обставлена мебелью XVII века. Часовня отдельно внесена в Национальный реестр культурного наследия Англии первой степени. Главный въезд украшают кованые железные ворота, сделанные известным кузнецом Робертом Бейкуэллом в 1722 году для старой усадьбы и перенесенные сюда в начале XIX века. Ворота и другие здания (пять сторожек и охотничьих домиков на территории поместья, а также другие постройки) внесены в реестр как памятники второй степени.
Во время Второй мировой войны усадьба и прилегающая территория использовались в военных целях, в частности, здесь располагался военный госпиталь. До своей смерти в ноябре 2015 года дом занимала Лавиния, вдовствующая маркиза Чамли и мать нынешнего маркиза. Сам маркиз с семьёй живёт в другой семейной усадьбе, Хоутон-холле в Норфолке. Поместье закрыто для посещения, однако доступ в парк и сады открыт в летний сезон.